# Weymouth and Portland National Sailing Academy
Weymouth and Portland National Sailing Academy (Narodowa Akademia Żeglarstwa w Weymouth i Portland) - ośrodek żeglarski położony na wyspie Portland w hrabstwie Dorset, na południowym wybrzeżu Anglii. Akademia i przyległe do niej wody były miejscem rozgrywania zawodów żeglarskich podczas Letnich Igrzysk Olimpijskich 2012 i następujących po nich igrzysk paraolimpijskich.

## Historia
Akademia została założona w 1999, zaś rozpoczęcie jej działalności miało miejsce w 2000 roku. W sensie prawnym jest organizacją non-profit, której statutowym celem jest popularyzacja i rozwój żeglarstwa w Wielkiej Brytanii, zarówno uprawianego amatorsko, jak i wyczynowo. Większość zabudowań Akademii niegdyś wchodziło w skład nieczynnej już bazy marynarki wojennej. W 2005 księżniczka Anna dokonała uroczystego otwarcia tzw. budynku klubowego, zbudowanego już specjalnie na potrzeby Akademii. 
W tym samym roku Akademia została wybrana jako miejsce rozgrywania konkurencji żeglarskich podczas igrzysk olimpijskich i paraolimpijskich w 2012 roku. W ramach przygotowań do tych imprez kompleks został rozbudowany. Wzniesiono m.in. pochylnię do wodowania jednostek, liczącą 250 metrów długości. O ponad 600 zwiększono także liczbę miejsc do cumowania, przy czym po igrzyskach jedynie część z nich zostania zachowana na potrzeby Akademii, a pozostałe będą mogli na zasadach komercyjnych wynająć właściciele prywatnych jachtów. Kompleks pozostanie też siedzibą reprezentacji narodowych Wielkiej Brytanii we wszystkich kategoriach i klasach żeglarskich. 